# Alfa Romeo Tonale
Alfa Romeo Tonale är en CUV som den italienska biltillverkaren Alfa Romeo introducerade i februari 2022..
Modellen visades i konceptversion redan 2019..

## Motorer
| Modell    | Årsmodell | Motor               | Cylindervolym | Effekt | Bränslesystem                      |
| --------- | --------- | ------------------- | ------------- | ------ | ---------------------------------- |
| Super     | 2022-     | 4-cyl radmotor DOHC | 1469 cm³      | 130 hk | Direktinsprutning, turbo           |
| TI        | 2022-     | 4-cyl radmotor DOHC | 1469 cm³      | 160 hk | Direktinsprutning, turbo           |
| Hybrid Q4 | 2023-     | 4-cyl radmotor DOHC | 1332 cm³      | 275 hk | Direktinsprutning, turbo + elmotor |
| JTDm      | 2023-     | 4-cyl radmotor DOHC | 1598 cm³      | 130 hk | Common rail turbodiesel            |